# Cambra magmàtica

La cambra magmàtica està representada amb el nº11 a l'esquema

Una cambra magmàtica és una vasta zona present a la litosfera que conté magma (=roca en fusió). El magma prové de la fusió de roques més profundes i alimenta la cambra per un o diversos conductes. El magma a la cambra magmàtica pot pujar a superfície i donar lloc a volcans ja siguin de tipus efusius, explosius, de tipus estrombolià o a una caldera.
Situada entre 1 i 10 quilòmetres de profunditat, una cambra es forma pel bloqueig d'un magma en ascensió (per exemple, quan travessa roques menys denses que ell). Està connectada a la superfície pel conducte (anomenat també xemeneia) volcànic, en general molt estret. Hom representa sovint la cambra magmàtica com una enorme bossa plena de magma. Cal representar-la més aviat com una enorme esponja rocosa.
Una pujada de magma es pot produir:
- en un context de frontera de plaques tectòniques, en una zona de subducció o de col·lisió de plaques, es troben principalment volcans explosius (exemple: Els Andes), mentre que en una zona de separació de plaques es troba més aviat un vulcanisme efusiu (ex.: Islàndia)
- en un context intra-placa: és el cas dels punts calents o "hot spots" (ex.: Yellowstone, La Reunió, Hawaii…).

El magma, si no és expulsat en el moment d'una erupció volcànica, es pot quedar en aquesta cambra durant diversos segles i experimentar importants transformacions fisicoquímiques. En particular, la cristal·lització de diversos minerals. Es diu que la cristal·lització és fraccionada, ja que els minerals no tenen la mateixa composició que el magma. Així, la composició del magma evoluciona en el transcurs de la cristal·lització, i sobretot, la seva densitat disminueix. La disminució de la densitat del magma pot facilitar la seva pujada a la superfície a través d'escletxes a l'escorça terrestre, formant llavors un volcà. El contingut de la cambra també pot cristal·litzar completament i donar lloc a roques plutòniques (per exemple, el granit o el gabre).